# HaTikva (schip, 1897)
De HaTikva (Hebreeuws: התקוה: 'De Hoop') was een in 1897 gebouwd stoomschip. In 1947 deed het onder de Hondurese vlag dienst in de Aliyah Bet, de illegale immigratie van Joden naar het mandaatgebied Palestina.

## Geschiedenis
De Mossad Le'Aliyah Bet kocht in de Verenigde Staten de USCGC Gresham, een afgedankt patrouilleschip en ijsbreker van de United States Navy. Hier monsterde zij ook de Amerikaanse bemanning, voornamelijk jonge Joodse vrijwilligers. In Lissabon en de Italiaanse havenplaats Porto Venere werd het schip door Palyamnikim omgebouwd als immigrantenschip. Het schip werd de HaTikva genoemd, wat later ook de titel van het volkslied van Israël zou worden.

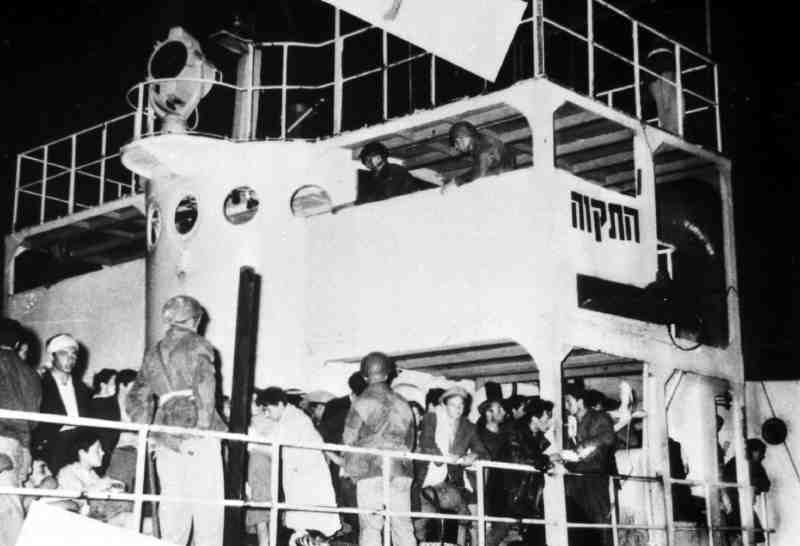
Immigranten op de HaTikva

Op 8 mei 1947 vertrok het uit Bogliasco met 1414 immigranten aan boord. Onderweg werden twee kinderen geboren. Een Brits verkennersvliegtuig ontdekte op 16 mei het schip. De volgende dag ramden Britse patrouilleschepen de HaTikva toen zij in Palestijnse wateren arriveerde, ter hoogte van Rosj HaNikra. Toen de Britse matrozen aan boord trachtten te komen, verzetten de opvarenden  zich hevig. De Amerikaanse bemanning mengden zich onder de immigranten en werden samen met hen op deportatieschepen naar de interneringskampen in Brits Cyprus gezet. De aanwezige Palyamnikim hadden zich op het schip verborgen en wisten te ontkomen.
Na de Israëlische onafhankelijkheidsverklaring van 14 mei 1948 diende de HaTikva enige tijd in de Israëlische marine.